# Trofeo Junta de Comunidades de Castilla-La Mancha de fútbol
El Trofeo Junta de Comunidades de Castilla-La Mancha, también conocido como Trofeo JCCM, es un torneo de fútbol de España organizado por la Federación de Fútbol de Castilla-La Mancha, que enfrenta anualmente, y en pretemporada, a algunos equipos de dicha región.

## Historia
El trofeo se creó en 1997 con la intención de servir de inyección económica a los clubes de la región. Pero con el tiempo fue perdiendo importancia y sufre un parón en 2010. Para la temporada 2016-17 la Junta lo revive, sólo esta edición con el nombre de Copa Cervantes, y vuelve a disputarse.
Desde la temporada 2016-17 hasta la 2020-21 el trofeo estuvo asociado a la Copa Real Federación Española de Fútbol (fase autonómica Castilla-La Mancha), por lo que el campeón del torneo también se adjudicaba la Copa RFEF en su fase regional.
En la temporada 2022-23 el trofeo lo disputan el campeón de la Copa Real Federación Española de Fútbol (fase autonómica Castilla-La Mancha), enfrentándose al ganador de una semifinal previa disputada entre el C. D. Quintanar del Rey y el C. D. Guadalajara (equipos ya clasificados para la Copa del Rey de esta temporada).
A partir de la temporada 2023-24 el trofeo lo juegan el campeón de la Copa Real Federación Española de Fútbol (fase autonómica Castilla-La Mancha) contra el equipo de la región mejor clasificado de todas las categorías.

## Sistema de competición
Se juega por eliminatorias. Hasta el año 2016 enfrentó a los equipos castellano-manchegos que la temporada anterior jugaron en Primera división, Segunda, Segunda B, los cuatro primeros clasificados de Tercera y los dos campeones de Regional Preferente, por norma general. Entre 2017 y 2020 sólo lo disputan clubes de la Tercera división. Y desde 2021, de nuevo participan equipos de todas las categorías.

## Finales
| Edición | Temporada | Lugar               | Campeón                           | Subcampeón                        | Resultado          |
| ------- | --------- | ------------------- | --------------------------------- | --------------------------------- | ------------------ |
| 1       | 1997-98   | Daimiel             | Albacete Balompié                 | C. D. Toledo                      | 2-1                |
| 2       | 1998-99   | Villarrobledo       | Albacete Balompié                 | C. D. Toledo                      | 2-1                |
| 3       | 1999-00   | Tomelloso           | Selección de Castilla-La Mancha   | Tomelloso C. F.                   | 1-1 (penaltis)     |
| 4       | 2000-01   | Manzanares          | Albacete Balompié                 | C. D. Toledo                      | 2-0                |
| 5       | 2001-02   | Toledo              | U. B. Conquense                   | C. D. Toledo                      | 1-0                |
| 6       | 2002-03   | Albacete            | Albacete Balompié                 | Talavera C. F.                    | 1-0                |
| 7       | 2003-04   | Tomelloso           | Albacete Balompié                 | Tomelloso C. F.                   | 3-0                |
| 8       | 2004-05   | Cuenca              | U. B. Conquense                   | Albacete Balompié                 | 2-1                |
| 9       | 2005-06   | Tomelloso           | U. B. Conquense                   | Tomelloso C. F.                   | 3-2                |
| 10      | 2006-07   | Puertollano         | C. D. Puertollano                 | U. B. Conquense                   | 1-0                |
| 11      | 2007-08   | Alcázar de San Juan | U. B. Conquense                   | C. D. Guadalajara                 | 1-0                |
| 12      | 2008-09   | Puertollano         | Albacete Balompié                 | C. D. Puertollano                 | 1-0                |
| 13      | 2009-10   | Guadalajara         | C. D. Guadalajara                 | C. D. Puertollano                 | 2-0                |
| 14      | 2010-11   | Alcázar de San Juan | U. B. Conquense                   | C. D. Puertollano                 | 2-0                |
| 15*     | 2016-17   | La Roda             | Albacete Balompié                 | C. D. Madridejos                  | 0-0 (4:3 penaltis) |
| 16*     | 2017-18   | Villarrobledo       | C. P. Villarrobledo               | U. B. Conquense                   | 4-1                |
| 17*     | 2018-19   | Socuéllamos         | Yugo-U. D. Socuéllamos C. F.      | Villarrubia C. F.                 | 1-0                |
| 18*     | 2019-20   | Tarancón            | U. B. Conquense                   | C. D. Toledo                      | 2-1                |
| 19*     | 2020-21   | Puertollano         | Calvo Sotelo de Puertollano C. F. | U. B. Conquense                   | 1-0                |
| 20      | 2021-22   | Puertollano         | C. F. Talavera de la Reina        | Calvo Sotelo de Puertollano C. F. | 2-0                |
| 21      | 2022-23   | Quintanar del Rey   | C. D. Quintanar del Rey           | Villarrubia C. F.                 | 4-0                |
| 22      | 2023-24   | Albacete            | Albacete Balompié                 | C. F. Talavera de la Reina        | 2-0                |
| 23      | 2024-25   | Albacete            | Albacete Balompié                 | Calvo Sotelo de Puertollano C. F. | 3-0                |

(*) El ganador del trofeo se adjudicaba la Copa RFEF (fase regional de Castilla-La Mancha).

## Palmarés
| Equipo                            | Provincia          | Títulos | Subcampeonatos | Temporadas campeón                                                              | Temporadas subcampeón                       |
| --------------------------------- | ------------------ | ------- | -------------- | ------------------------------------------------------------------------------- | ------------------------------------------- |
| Albacete Balompié                 | Albacete           | 9       | 1              | 1997-98, 1998-99, 2000-01, 2002-03, 2003-04, 2008-09, 2016-17, 2023-24, 2024-25 | 2004-05                                     |
| U. B. Conquense                   | Cuenca             | 6       | 3              | 2001-02, 2004-05, 2005-06, 2007-08, 2010-11, 2019-20                            | 2006-07, 2017-18, 2020-21                   |
| C. D. Puertollano                 | Ciudad Real        | 1       | 3              | 2006-07                                                                         | 2008-09, 2009-10, 2010-11                   |
| Calvo Sotelo de Puertollano C. F. | Ciudad Real        | 1       | 2              | 2020-21                                                                         | 2021-22, 2024-25                            |
| C. D. Guadalajara                 | Guadalajara        | 1       | 1              | 2009-10                                                                         | 2007-08                                     |
| C. F. Talavera de la Reina        | Toledo             | 1       | 1              | 2021-22                                                                         | 2023-24                                     |
| Selección de Castilla-La Mancha   | Castilla-La Mancha | 1       | 0              | 1999-00                                                                         | -                                           |
| C. P. Villarrobledo               | Albacete           | 1       | 0              | 2017-18                                                                         | -                                           |
| Yugo-U. D. Socuéllamos C. F.      | Ciudad Real        | 1       | 0              | 2018-19                                                                         | -                                           |
| C. D. Quintanar del Rey           | Cuenca             | 1       | 0              | 2022-23                                                                         | -                                           |
| C. D. Toledo                      | Toledo             | 0       | 5              | -                                                                               | 1997-98, 1998-99, 2000-01, 2001-02, 2019-20 |
| Tomelloso C. F.                   | Ciudad Real        | 0       | 3              | -                                                                               | 1999-00, 2003-04, 2005-06                   |
| Villarrubia C. F.                 | Ciudad Real        | 0       | 2              | -                                                                               | 2018-19, 2022-23                            |
| Talavera C. F.                    | Toledo             | 0       | 1              | -                                                                               | 2002-03                                     |
| C. D. Madridejos                  | Toledo             | 0       | 1              | -                                                                               | 2016-17                                     |